# Hana Poláková
Hana Poláková (* 17. července 1988, Rýmařov) je česká florbalová útočnice a nejproduktivnější střelkyně české nejvyšší soutěže. V českých a švýcarských nejvyšších soutěžích hraje od roku 2006.

## Klubová kariéra
Hana Poláková se narodila v Rýmařově, kde začala s florbalem v 10 letech na základní škole. Později své schopnosti zdokonalovala v klubu FBS Olomouc, za který v sezónách 2006/2007 a 2007/2008 nastupovala v nejvyšší soutěži.
Od roku 2008 začala hrát za Elite Praha, kde první dva roky pomáhala tento klub zachránit v play-down. Za tento tým nastupovala i další tři sezóny, kdy se probojovaly do čtvrtfinále. Byla jednou z největších opor a kapitánkou týmu.
V roce 2013 přestoupila do dalšího pražského týmu FbŠ Bohemians. Hned po přestupu pomohla Bohemians k postupu do semifinále Czech Open, kdy ve čtvrtfinále vstřelila rozhodující nájezd. Ve svých dvou prvních sezónách v Bohemians, 2013/2014 a 2014/2015, postoupila s týmem do semifinále. Od sezóny 2017/2018 se stala i v tomto týmu kapitánkou. V sezóně 2018/2019 překonala střelecký rekord Ilony Novotné 291 gólů v základní části Extraligy a na začátku následující sezóny vstřelila jako první hráčka 300. gól. V sezóně 2019/2020 dosáhla s 468 body na třetí místo v kanadském bodování.
Po sezóně 2020/2021 přestoupila po devíti letech v Bohemians na své první zahraniční angažmá do klubu FB Riders DBR ze švýcarské nejvyšší soutěže. S Riders dva a půl sezóny bojovala o udržení v lize. V lednu 2024 přestoupila v rámci soutěže do UHC Laupen ZH, se kterými se probojovala do čtvrtfinále.

## Reprezentační kariéra
Poláková se v české reprezentaci objevila poprvé v dubnu 2012 na Euro Floorball Tour.
V roce 2015 hrála kvalifikaci na mistrovství světa. Připsala si 5 bodů v pěti zápasech a tím pomohla českému týmu k postupu.